# Championnats de France d'athlétisme 1987
Navigation
Championnats 1986 Championnats 1988
Les Championnats de France d'athlétisme 1987 ont eu lieu du 7 au 9 août 1987 au Parc des sports d'Annecy. 

## Palmarès
| Discipline             | Hommes               | Hommes         | Femmes                 | Femmes        |
| ---------------------- | -------------------- | -------------- | ---------------------- | ------------- |
| 100 m                  | Max Morinière        | 10 s 18        | Laurence Bily          | 11 s 23       |
| 200 m                  | Bruno Marie-Rose     | 20 s 50        | Marie-Christine Cazier | 22 s 79       |
| 400 m                  | Yann Quentrec        | 45 s 90        | Fabienne Ficher        | 51 s 97       |
| 800 m                  | Philippe Collard     | 1 min 46 s 27  | Barbara Gourdet        | 2 min 03 s 22 |
| 1 500 m                | Rémy Geoffroy        | 3 min 38 s 69  | Patricia Demilly       | 4 min 09 s 91 |
| 3 000 m                | -                    | -              | Marie-Pierre Duros     | 8 min 58 s 18 |
| 5 000 m                | Paul Arpin           | 13 min 48 s 06 | -                      | -             |
| 10 000 m               | Philippe Legrand     | 28 min 45 s 39 | -                      | -             |
| 100 m haies            | -                    | -              | Florence Colle         | 12 s 95       |
| 110 m haies            | Philippe Aubert      | 13 s 78        | -                      | -             |
| 400 m haies            | Gilles Vimbert       | 49 s 99        | Hélène Huart           | 55 s 55       |
| 3 000 m steeple        | Raymond Pannier      | 8 min 22 s 44  | -                      | -             |
| Saut en longueur       | Norbert Brige        | 8,07 m         | Nadine Fourcade        | 6,32 m        |
| Triple saut            | Serge Hélan          | 16,84 m        | -                      | -             |
| Saut en hauteur        | Jean-Charles Gicquel | 2,26 m         | Madely Beaugendre      | 1,93 m        |
| Saut à la perche       | Ferenc Salbert       | 5,70 m         | -                      | -             |
| Lancer du poids        | Luc Viudès           | 19,03 m        | Simone Créantor        | 15,84 m       |
| Lancer du disque       | Serge Avédissian     | 58,34 m        | Isabelle Devaluez      | 53,46 m       |
| Lancer du marteau      | Walter Ciofani       | 76,52 m        | -                      | -             |
| Lancer du javelot      | Pascal Lefevre       | 80,08 m        | Nadine Auzeil          | 55,90 m       |
| Décathlon / Heptathlon | Christian Plaziat    | 8 301 pts      | Nadine Debois          | 6 254 pts     |